# Ferlo
Ferlo é uma região no deserto de Ferio do Senegal, rapidamente despovoada por causa da desertificação. Existem duas reservas de fauna em Ferlo.[carece de fontes?]